# Аушкап Ерік Янович
Ерік Янович Аушкап (7 травня 1928, місто Рубіжне, тепер Луганської області — 7 травня 1996, місто Рига, тепер Латвія) — латвійський радянський державний і комуністичний діяч, секретар ЦК КП Латвії, 1-й секретар Ризького міського комітету КП Латвії. Член ЦК Комуністичної партії Латвії, член Бюро ЦК КП Латвії. Депутат Верховної Ради Латвійської РСР. Депутат Верховної ради СРСР 9—11-го скликань.

## Життєпис
У 1942—1944 роках — сезонний робітник радгоспу в Новосибірській області РРФСР. У 1944—1955 роках — учень середньої школи, студент Латвійського державного університету.
Член КПРС з 1953 року.
У 1955 році закінчив Латвійський державний університет імені Стучки, інженер.
У 1955—1963 роках — інженер-технолог, начальник цеху заводу «Автоелектроприлад», директор Ризького заводу абразивного інструмента.
У 1963—1966 роках — завідувач відділу Комітету партійно-державного контролю ЦК КП Латвії та Ради міністрів Латвійської РСР.
З 1966 року — завідувач відділу промисловості Управління справами Ради міністрів Латвійської РСР.
У 1972 році закінчив Вищу партійну школу при ЦК КПРС.
У 1972—1973 роках — 1-й секретар Московського районного комітету КП Латвії міста Риги.
У 1973—1975 роках — 1-й секретар Ризького міського комітету КП Латвії.
3 липня 1975 — 5 грудня 1985 року — секретар ЦК КП Латвії з питань промисловості.
5 грудня 1985 — 1990 року — голова Комітету народного контролю Латвійської РСР.
Потім — пенсіонер у місті Ризі.
Помер 7 травня 1996 року в місті Ризі. Похований на 1-му лісовому цвинтарі Риги.

## Нагороди
- орден Жовтневої Революції
- орден Трудового Червоного Прапора
- орден «Знак Пошани»
- медалі
- Державна премія Латвійської РСР (1982)
- заслужений працівник промисловості Латвійської РСР